# Femi Joseph
Joseph Femi Olatubosun (sinh ngày 21 tháng 12 năm 1990 ở Kawo, Kaduna State) là một cầu thủ bóng đá người Nigeria.

## Sự nghiệp
Olatubosun khởi đầu sự nghiệp cùng với Pepsi Football Academy và gia nhập Liberty Professionals F.C. vào ngày 6 tháng 11 năm 2008. Anh rời Liberty Professionals F.C. vào ngày 21 tháng 2 năm 2009 và ký hợp đồng với câu lạc bộ tại Girabola Caála. Vào tháng 1 năm 2010 he was sold by Liberty Professionals.

## Sự nghiệp quốc tế
Anh từng là thành viên của Đội tuyển bóng đá U-17 quốc gia Nigeria và đại diện đội tuyển tham dự 8 Nations Tournament ở Hàn Quốc.